# Oxidación de ácidos grasos
La oxidación de los ácidos grasos es un mecanismo clave para la obtención de energía metabólica (ATP) por parte de los organismos aeróbicos. Dado que los ácidos grasos son moléculas muy reducidas, su oxidación libera mucha energía; en los animales, su almacenamiento en forma de triacilgliceroles es más eficiente y cuantitativamente más importante que el almacenamiento de glúcidos en forma de glucógeno.
La β-oxidación de los ácidos grasos lineales es el principal proceso productor de energía, pero no el único. Algunos ácidos grasos, como los de cadena impar o los insaturados requieren, para su oxidación, modificaciones de la β-oxidación o rutas metabólicas distintas. Tal es el caso de la α-oxidación, la ω-oxidación o la oxidación peroxisómica.

## La oxidación de los ácidos grasos
La β-oxidación es una secuencia de cuatro reacciones en que se separan fragmentos de dos carbonos desde el extremo carboxilo (–COOH) de la molécula; estas cuatro reacciones se repiten hasta la degradación completa de la cadena. El nombre de beta-oxidación deriva del hecho de que se rompe el enlace entre los carbonos alfa (segundo y tercero de la cadena, contando desde el extremo carboxílico), se oxida el carbono beta (el C3) y se forma [acetil-CoA]
La beta-oxidación se produce mayoritariamente en la matriz mitocondrial, aunque también se llega a producir dentro de los peroxisomas.
El paso previo es la activación de los ácidos grasos a acil coenzima A (acil CoA, R–CO–SCoA) grasos, que tiene lugar en el retículo endoplasmático (RE) o en la membrana mitocondrial externa, donde se halla la acil-CoA sintetasa, la enzima que cataliza esta reacción:
El ácido graso se une al coenzima A (CoASH), reacción que consume dos enlaces de alta energía del ATP.
Posteriormente, debe usarse un transportador, la carnitina, para traslocar las moléculas de acil-CoA al interior de la matriz mitocondrial, ya que la membrana mitoncondrial interna es impermeable a los acil-CoA. 
La carnitina, también reconocida como vitamina B11, es un aminoácido que participa en el circuito vascular reduciendo niveles de triglicéridos y colesterol en sangre. Se produce naturalmente en el hígado a partir de los aminoácidos L-metionina y la L-lisina.
La carnitina se encarga de llevar los grupos acilo al interior de la matriz mitoncondrial por medio del siguiente mecanismo:
1. La enzima carnitina palmitoiltransferasa I (CPTI) o también llamada carnitina aciltransferasa I une una molécula de acil-CoA a la carnitina originando la acilcarnitina.
2. La translocasa, una proteína transportadora de la membrana mitocondrial interna, transloca la acilcarnitina a la matriz mitoncondrial.
3. La acil-CoA se regenera por la carnitina palmitoiltransferasa II.
4. La carnitina se devuelve al espacio intermembrana por la proteína transportadora y reacciona con otro acil-CoA.

En la siguiente tabla se sumarizan las cuatro reacciones que conducen a la liberación de una molécula de acetil CoA y al acortamiento en dos átomos de carbono del ácido graso:
| Descripción | Reacción | Enzima                             | Producto final                                                      |
| Oxidación por FAD El primer paso es la oxidación del ácido graso por la acil-CoA deshidrogenasa. La enzima cataliza la formación de un doble enlace entre C-2 (carbono α) y C-3 (carbono β). |          | acil-CoA deshidrogenasa            | trans-Δ2-enoil-CoA                                                  |
| Hidratación El siguiente paso es la hidratación del enlace entre C-2 y C-3. Esta reacción es estereospecífica, formando sólo el isómero L.                                                   |          | enoil-CoA hidratasa                | L-3-hidroxiacil CoA                                                 |
| Oxidación por NAD+ El tercer paso es la oxidación del L-3-hidroxiacil CoA por el NAD+, lo que convierte el grupo hidroxilo (–OH) en un grupo cetona (=O).                                    |          | L-3-hidroxiacil CoA deshidrogenasa | 3-cetoacil CoA                                                      |
| Tiólisis El paso final is la separación del 3-cetoacil CoA por el grupo tiol de otra molécula de CoA. El tiol es insertado entre C-2 y C-3.                                                  |          | β-cetotiolasa                      | Una molécula de acetil CoA y una de acil CoA con dos carbonos menos |

Los cuatro pasos anteriores constituyen un ciclo de la β-oxidación. Durante cada ciclo posterior se separa un fragmento de 2 carbonos, proceso al que en ocasiones se denomina hélice de Lynen y que continúa hasta que en su último ciclo se rompe una acil-CoA de cuatro carbonos para formar dos moléculas de acetil-CoA. Las moléculas de acetil-CoA se van al ciclo del ácido cítrico (ciclo de Krebs) o a la síntesis de isoprenoides.

## β-oxidación de ácidos grasos de cadena impar
La oxidación de los ácidos grasos de cadena impar ocurre de la misma manera que con los de cadena par, pero a diferencia de estos en el último ciclo se produce Propionil-CoA el cual tiene una estructura de tres carbonos, por lo que no puede pasar al Ciclo de Krebs. Sin embargo el Propionil puede seguir otras rutas metabólicas de ayudar en la síntesis de 16.5 ATP por cada molécula de

## Oxidación de los ácidos grasos insaturados
La oxidación de los ácidos grasos insaturados requiere algunas variantes de la β-oxidación en la que participan algunas enzimas especiales, como la enoil-CoA isomerasa y la 2,4-dienoil-CoA reductasa.

## α-oxidación
En la α-oxidación, que es especialmente importante para el metabolismo de ácidos grasos ramificados, se hidroxila el carbono α. Tiene lugar en el retículo endoplasmático y en la mitocondria, donde interviene la oxidasa de función mixta, y en el peroxisoma, donde interviene una hidroxilasa.

## ω-oxidación
Otra ruta minoritaria para la oxidación de ácidos grasos es la ω-oxidación, que tiene lugar en el retículo endoplasmático de muchos tejidos; se produce una hidroxilación sobre el carbono metílico (–CH3) en el extremo de la molécula opuesto al grupo carboxilo (–COOH). Utiliza el tipo de reacción de la oxidasa de función mixta y requiere citocromo P450, 02 y NADPH. Luego, el ácido graso hidroxilado se oxida en el citosol a un ácido dicarboxílico (un grupo carboxilo en cada extremo de la molécula); este proceso se da principalmente en ácidos grasos de mediana longitud.

## Oxidación peroxisómicas de ácidos grasos
Una fracción significativa de la oxidación de los ácidos grasos se produce en los peroxisomas, que contienen enzimas similares, aunque no idénticas, de los de la β-oxidación mitocondrial. Así, por ejemplo, en la deshidrogenación inicial, se forma H2O2 que es eliminado por la catalasa. Los peroxisomas tienen especificidad para ácidos grasos de cadena más larga y a menudo no degradan totalmente la molécula, por lo que una posible función de este proceso sea el acortamiento de ácidos grasos de cadena larga hasta un punto en que la mitocondria pueda completar su β-oxidación.